# Castasegna
Castasegna (Lombardisch: Castascegna; Duits (verouderd): Castasengen) is een dorp en voormalige gemeente in het Zwitserse bergdal Val Bregaglia en behoort tot het kanton Graubünden.
Het grensdorp Castasegna ligt te midden van het Brentan dat het uitgestrektste kastanjebos van Europa is. Ten zuiden van het dorp opent zich het onbewoonde Val Castasegna. Castasegna is het beginpunt van vele gemarkeerde bergwandelingen. Vanaf de grenspost is het Italiaanse stadje Chiavenna nog maar 10 kilometer verwijderd.

## Overleden
- Silvia Andrea (1840-1935), schrijfster

- Gemeinsame Normdatei: 4535395-5
- Historisch woordenboek van Zwitserland: 001533
- Library of Congress Control Number: n83063000
- Nationale Bibliotheek van Israël: 987007555237105171
- Virtual International Authority File: 141931071
- WorldCat: E39PBJdWR9t3bXQHx4QRKbK68C